# في الهواء الطلق
في الهواء الطلق (بالفرنسية En plein air)، أو الرسم في الهواء الطلق، وهو فعل الرسم في الهواء الطلق.

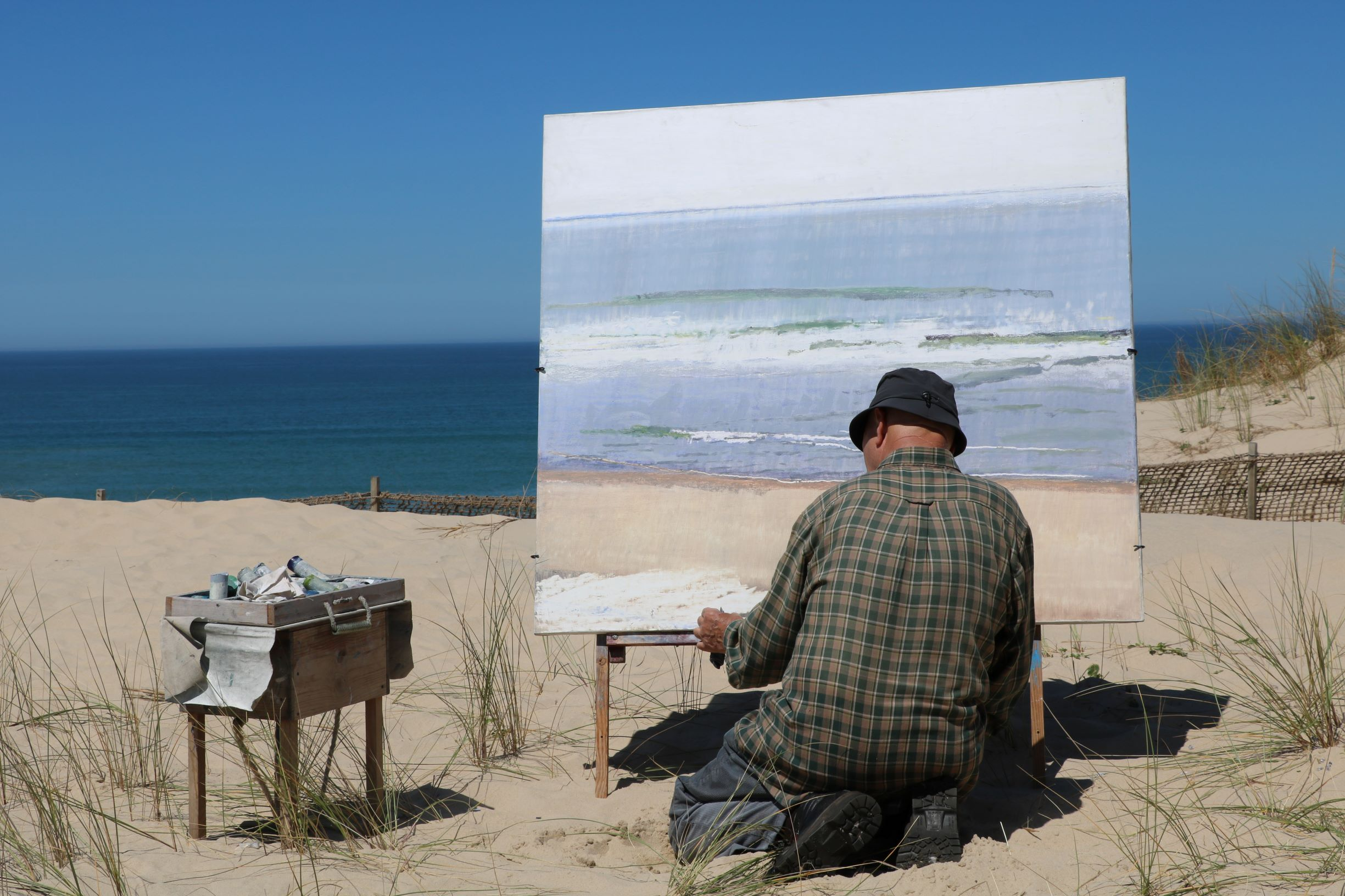
رسام في الهواء الطلق في كوت دارجنت في هورتين، فرنسا.

تتناقض هذه الطريقة مع الرسم في الاستوديو أو القواعد الأكاديمية التي قد تخلق مظهرًا محددًا مسبقًا. تُنسب نظرية الرسم في الهواء الطلق إلى بيير هنري دي فالنسيان (1750–1819)، الذي تم شرحه لأول مرة في أطروحة بعنوان تأملات ونصائح لطالب في الرسم، وخاصة في المناظر الطبيعية (1800)، حيث طور مفهوم تصوير المناظر الطبيعية حيث يرسم الفنان مباشرة على القماش في الموقع داخل المناظر الطبيعية.
لقد مكن الفنان من التقاط التفاصيل المتغيرة للطقس والضوء بشكل أفضل. سمح اختراع اللوحات القماشية والحوامل المحمولة بتطور هذه الممارسة، خاصة في فرنسا، وفي أوائل ثلاثينيات القرن التاسع عشر، كانت مدرسة باربيزون للرسم بالضوء الطبيعي مؤثرة للغاية.
ومن أبرز سمات هذه المدرسة صفاتها النغمية واللون وفرشاة الفرشاة الفضفاضة ونعومة الشكل. كانت هذه المتغيرات ذات صلة بشكل خاص بمدرسة نهر هدسون في منتصف القرن التاسع عشر والانطباعية.

## تاريخ

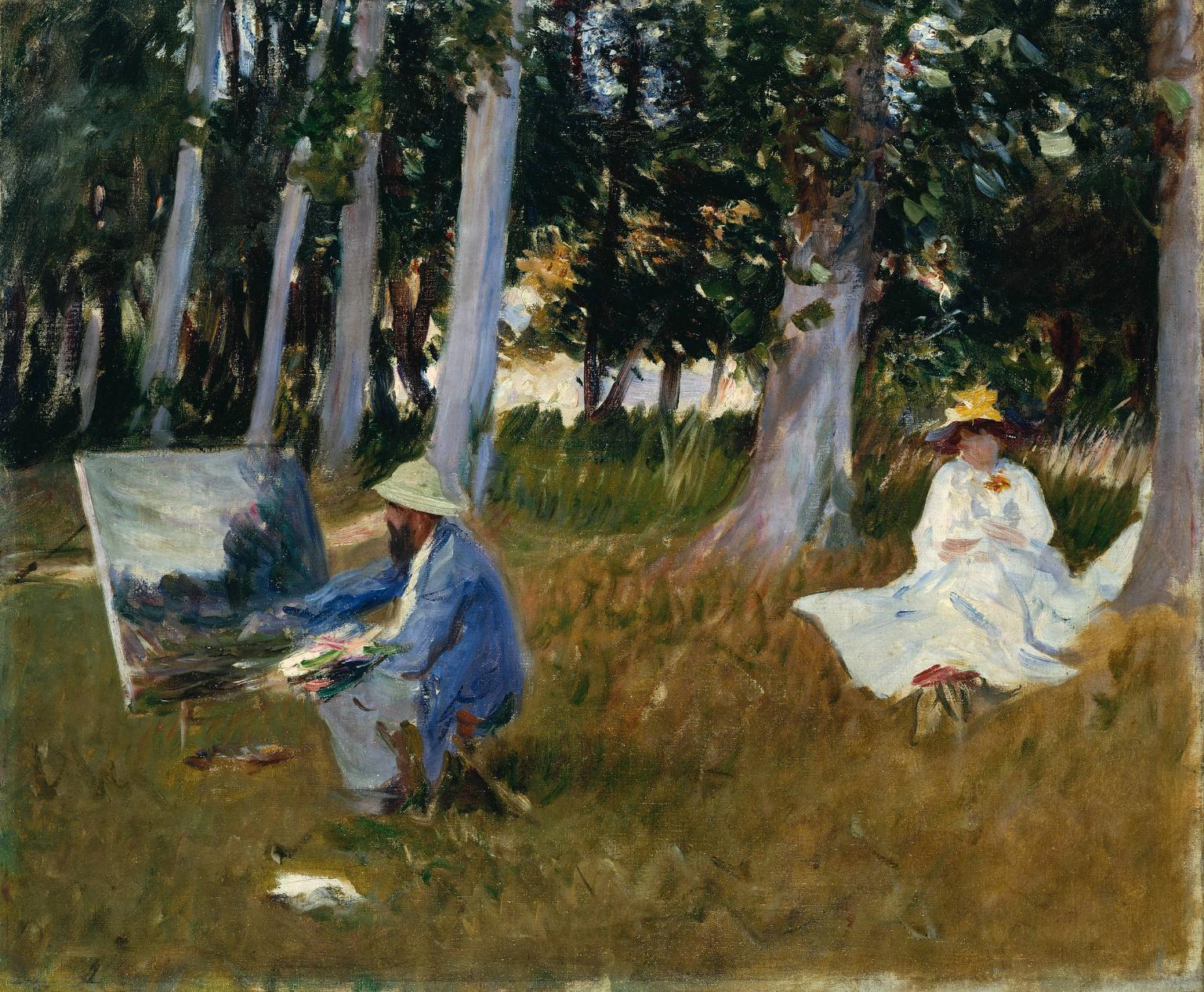
لوحة كلود مونيه على حافة الخشب (1885) لجون سينجر سارجنت. زيت على قماش. 54.0 × 64.8 سم. معرض تيت، لندن.

قبل القرن التاسع عشر، كان الفنانون يخلطون دهاناتهم الخاصة من أصباغ خام كانوا غالبًا ما يطحنونها بأنفسهم من مجموعة متنوعة من الوسائط. وقد أدى ذلك إلى صعوبة النقل وأبقى معظم أنشطة الرسم محصورة في الاستوديو. ومع ذلك، في ثلاثينيات القرن التاسع عشر، استخدمت مدرسة باربيزون في فرنسا والتي ضمت تشارلز فرانسوا دوبيني وتيودور روسو ممارسة الهواء الطلق لتصوير المظهر المتغير للضوء بدقة مع تغير الظروف الجوية.
تحسن هذا الوضع لاحقًا في القرن التاسع عشر عندما أصبحت أنابيب الطلاء الزيتي متاحة، مما سمح للرسم بالهواء الطلق بأن يصبح قابلاً للتطبيق لمزيد من الفنانين، حيث اخترع رسام البورتريه الأمريكي جون جي راند أنبوب الطلاء القابل للطي في عام 1841.
في أوائل ستينيات القرن التاسع عشر، التقى أربعة رسامين شباب: كلود مونيه، وبيير أوغست رينوار، وألفريد سيسلي، وفريدريك بازيل، أثناء دراستهم على يد الفنان الأكاديمي تشارلز غليير. اكتشفوا أنهم يشتركون في الاهتمام برسم المناظر الطبيعية والحياة المعاصرة، وكثيرًا ما كانوا يغامرون بالذهاب إلى الريف معًا للرسم في الهواء الطلق. اكتشفوا أنهم يستطيعون الرسم في ضوء الشمس مباشرة من الطبيعة، وبالاستفادة من الأصباغ الاصطناعية الزاهية المتوفرة، بدأوا في تطوير أسلوب رسم أخف وأكثر إشراقًا مما أدى إلى توسيع واقعية غوستاف كوربيه ومدرسة باربيزون. لقد كانت ممارسة جذرية في بدايتها، ولكن بحلول العقود الأخيرة من القرن التاسع عشر، تم استيعاب النظرية في الممارسة الفنية العادية.
كانت هناك مستعمرات للفنانين في جميع أنحاء فرنسا، مثل تلك الموجودة في إتابلز في كوت دوبال والتي ضمت فناني المناظر الطبيعية الانطباعيين يوجين شيجوت وهنري لو سيدانر. الفنان الأخير متخصص في ترجمة الضوء الليلي إلى قماش باستخدام الزيت والباستيل.
كان الماكيولي مجموعة من الرسامين الإيطاليين الذين نشطوا في توسكانا في النصف الثاني من القرن التاسع عشر، والذين، خلافًا للتقاليد القديمة التي تدرسها أكاديميات الفن الإيطالية، قاموا بالكثير من لوحاتهم في الهواء الطلق من أجل التقاط الضوء الطبيعي والظل والظل. واللون. تربط هذه الممارسة الماكيولي بالانطباعيين الفرنسيين الذين برزوا بعد سنوات قليلة، على الرغم من أن الماكيولي سعى إلى تحقيق أغراض مختلفة إلى حد ما. بدأت حركتهم في فلورنسا في أواخر خمسينيات القرن التاسع عشر.
في إنجلترا، كانت مدرسة نيولين أيضًا من المؤيدين الرئيسيين لهذه التقنية في أواخر القرن التاسع عشر. كانت هناك مستعمرات فنانين أقل شهرة تمارس المهنة، بما في ذلك مجموعة جماعية فضفاضة في أمبرلي في غرب ساسكس تتمحور حول إدوارد ستوت الذي تدرب في باريس والذي أنتج مناظر طبيعية ريفية جوية كانت تحظى بشعبية كبيرة بين بعض الفيكتوريين المتأخرين.
توسعت الحركة إلى أمريكا، بدءًا من كاليفورنيا ثم انتقلت إلى مناطق أمريكية أخرى تتميز بصفاتها الضوئية الطبيعية، بما في ذلك وادي نهر هدسون في نيويورك.
لقد حظيت عملية الرسم الخارجي من خلال الملاحظة بشعبية مستمرة حتى القرن الحادي والعشرين.

## معدات والتحديات

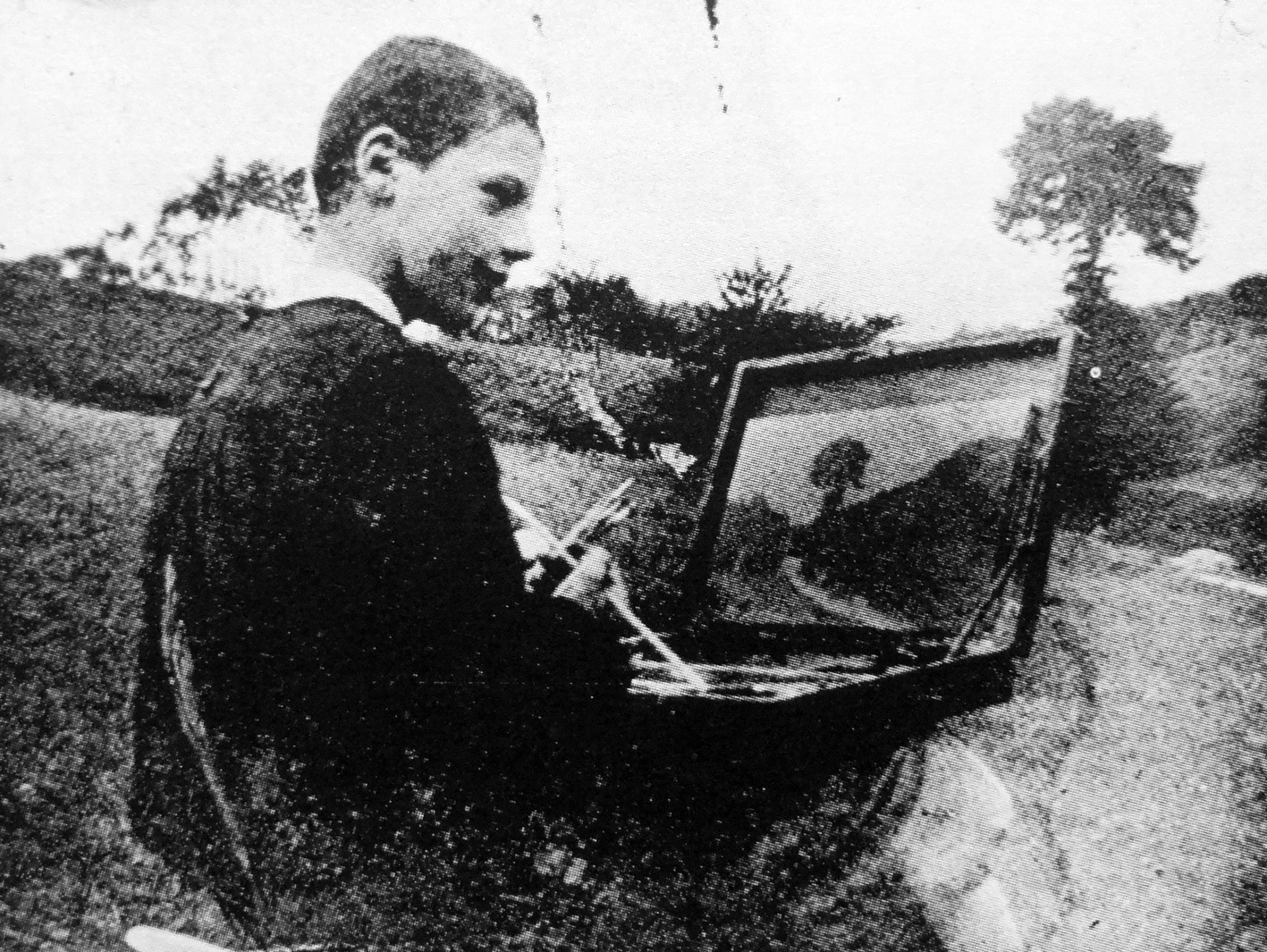
روبرت أنطوان بينشون، 1898، لوحة الطريق، زيت على قماش، 22 × 32 سم

في منتصف القرن التاسع عشر، تم اختراع "الحامل الصندوقي"، المعروف عادةً باسم "الحامل الصندوقي الفرنسي" أو "الحامل الميداني". من غير المؤكد من قام بتطويرها، لكن هذه الحاملات المحمولة للغاية ذات الأرجل التلسكوبية وصندوق الطلاء المدمج ولوحة الألوان جعلت من السهل الذهاب إلى الغابة وصعود التلال. لا تزال تُصنع حتى اليوم، وتظل خيارًا شائعًا (حتى للاستخدام المنزلي) نظرًا لأنها قابلة للطي حتى حجم حقيبة صغيرة وبالتالي فهي سهلة التخزين.
صندوق Pochade هو صندوق صغير يسمح للفنان بالاحتفاظ بجميع مستلزماته ولوحة الألوان داخل الصندوق وإجراء العمل داخل الغطاء. تسمح بعض التصميمات بلوحة قماشية أكبر يمكن تثبيتها بواسطة مشابك مدمجة في الغطاء. هناك تصميمات يمكن أن تحتوي أيضًا على عدد قليل من اللوحات أو اللوحات المبللة داخل الغطاء. تتمتع هذه الصناديق بشعبية متزايدة، حيث إنها تستخدم بشكل أساسي للرسم في الهواء الطلق، ويمكن استخدامها أيضًا في الاستوديو أو المنزل أو الفصل الدراسي. نظرًا لأن صناديق بوشاد تستخدم بشكل أساسي للطلاء في الموقع، فقد تكون اللوحة القماشية أو سطح العمل صغيرًا، وعادةً لا يزيد حجمها عن 20 بوصة (50 سم).
تشمل التحديات نوع الطلاء المستخدم للطلاء في الهواء الطلق، والحيوانات، والبق، والمتفرجين، والظروف البيئية مثل الطقس. قد يتصلب طلاء الأكريليك ويجف بسرعة في الطقس الدافئ المشمس، ولا يمكن إعادة استخدامه. على الجانب الآخر من الطيف يوجد التحدي المتمثل في الرسم في ظروف رطبة أو رطبة مع هطول الأمطار. لقد سبق ظهور الرسم في الهواء الطلق اختراع الأكريليك. تتضمن الطريقة التقليدية والراسخة للرسم في الهواء الطلق استخدام الطلاء الزيتي.

## مدافعون

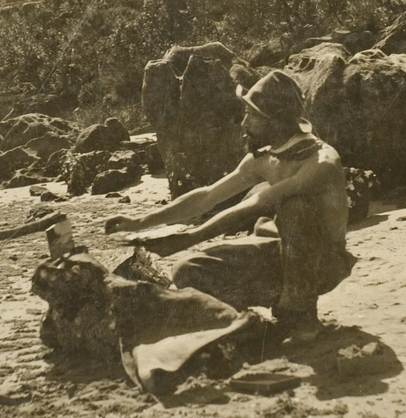
الانطباعي الأسترالي آرثر ستريتون يرسم في الهواء الطلق، ج. 1892.

دافع الرسامون الانطباعيون الفرنسيون مثل كلود مونيه، وكاميل بيسارو، وألفريد سيسلي، وبيير أوغست رينوار عن الرسم في الهواء الطلق، وتم تنفيذ الكثير من أعمالهم في الهواء الطلق في ضوء منتشر لمظلة بيضاء كبيرة. كان كلود مونيه فنانًا شغوفًا بالهواء الطلق، وقد استنتج أنه لتحقيق القرب والتشابه بين البيئة الخارجية في لحظة معينة، يجب على المرء أن يكون بالخارج للقيام بذلك بدلاً من مجرد رسم بيئة خارجية في الاستوديو الخاص به. في النصف الثاني من القرن التاسع عشر وبداية القرن العشرين في روسيا، كان الرسامون مثل فاسيلي بولينوف، وإسحاق ليفيتان، وفالنتين سيروف، وكونستانتين كوروفين، وإي جرابار معروفين بالرسم في الهواء الطلق.
لكن المتحمسين للرسم في الهواء الطلق لم يقتصروا على العالم القديم. كان الانطباعيون الأمريكيون أيضًا، مثل مدرسة أولد لايم، يرسمون متعطشين في الهواء الطلق. ومن بين الرسامين الانطباعيين الأمريكيين الذين اشتهروا بهذا الأسلوب خلال هذه الحقبة جاي روز، وروبرت ويليام وود، وماري دينيل مورغان، وجون جامبل، وآرثر هيل جيلبرت. وفي كندا، تعتبر مجموعة السبعة وتوم طومسون من الأمثلة على المدافعين عن حقوق الإنسان في الهواء الطلق.

## فنانون بارزون (مختارون)
- هنري بيفا
- رالف والاس بيرتون
- ماري كاسات
- جاك كاسينيتو
- وليام ميريت تشيس
- يوجين شيجوت
- روبرت كلوني
- جون كونستابل
- لوفيس كورينث
- وليام ديدييه بوجيه
- راكسترو داونز
- كارل ايتل
- فرانشيسكو الفلبيني
- ديفيد جالوب
- آرثر هيل جيلبرت
- فنسنت فان غوغ
- أنا. إي. جرابار
- جورج هيتزل
- وينسلو هومر
- جورج إينيس
- كونستانتين كوروفين
- هنري لو سيدانر
- إسحاق ليفيتان
- ثيودور لوكيتس
- ال  مكيايولي
- مارفن مانجوس
- فريدريك ماكوبين
- ستانيسلاف ماسلوفسكي
- ويلارد ميتكالف
- كلود مونيه
- بيرث موريسوت
- إدجار باين
- روبرت أنطوان بينشون
- كاميل بيسارو
- وليام بريستون فيلبس
- فاسيلي بولينوف
- بيير أوغست رينوار
- توم روبرتس
- غي روز
- جون سينغر سارجنت
- فالنتين سيروف
- ألفريد سيسلي
- ماثيو سميث
- خواكين سورولا
- إدوارد ستوت
- آرثر ستريتون
- أنتوني ثيم
- توم طومسون
- هنري سكوت توك
- أندرو وينتر
- روبرت ويليام وود
- ماري أغنيس يركس

## صور

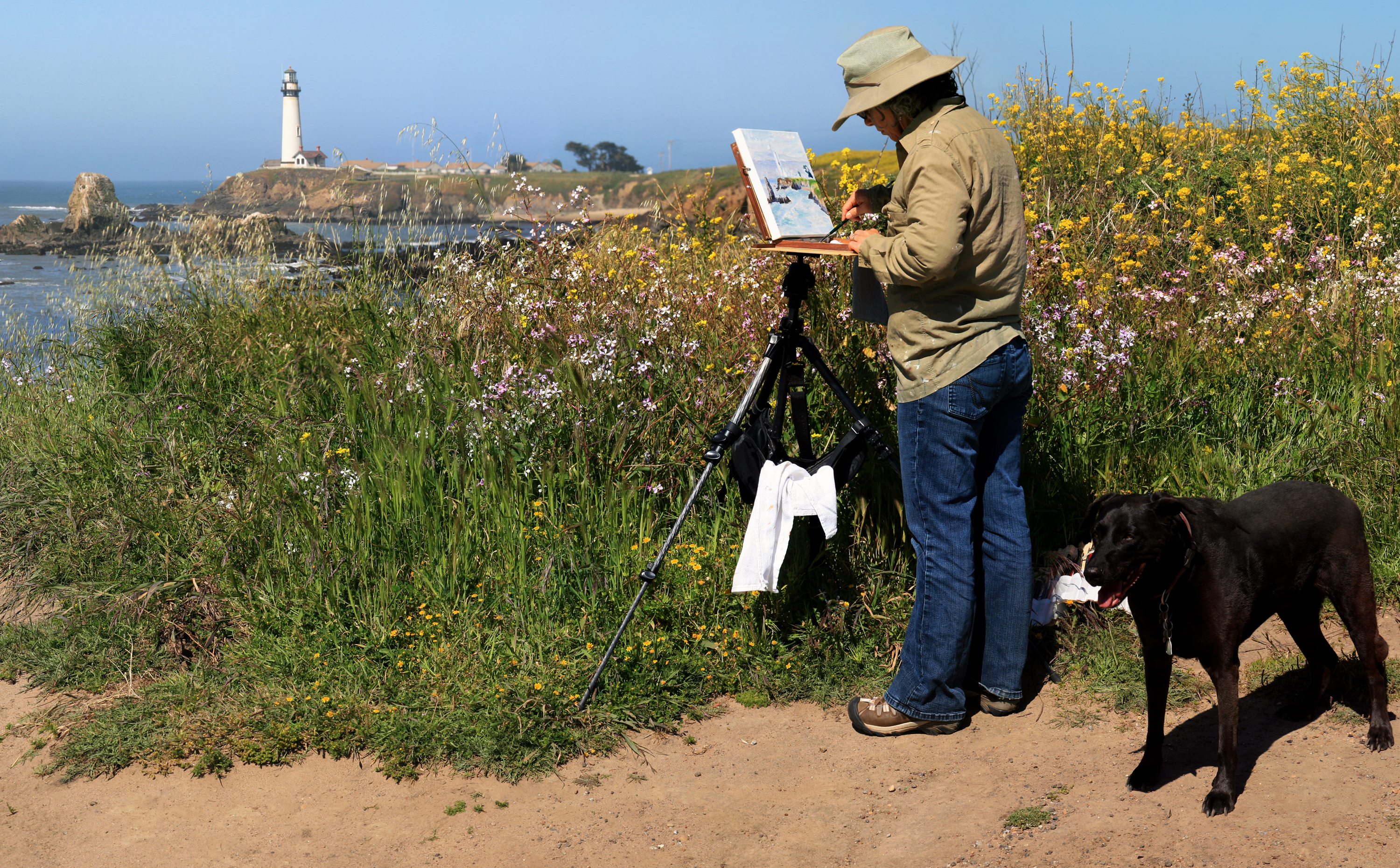
فنان يعملفي الهواء الطلقباستخدام صندوق بوشاد في منارة بيجون بوينت منارة في كاليفورنيا.
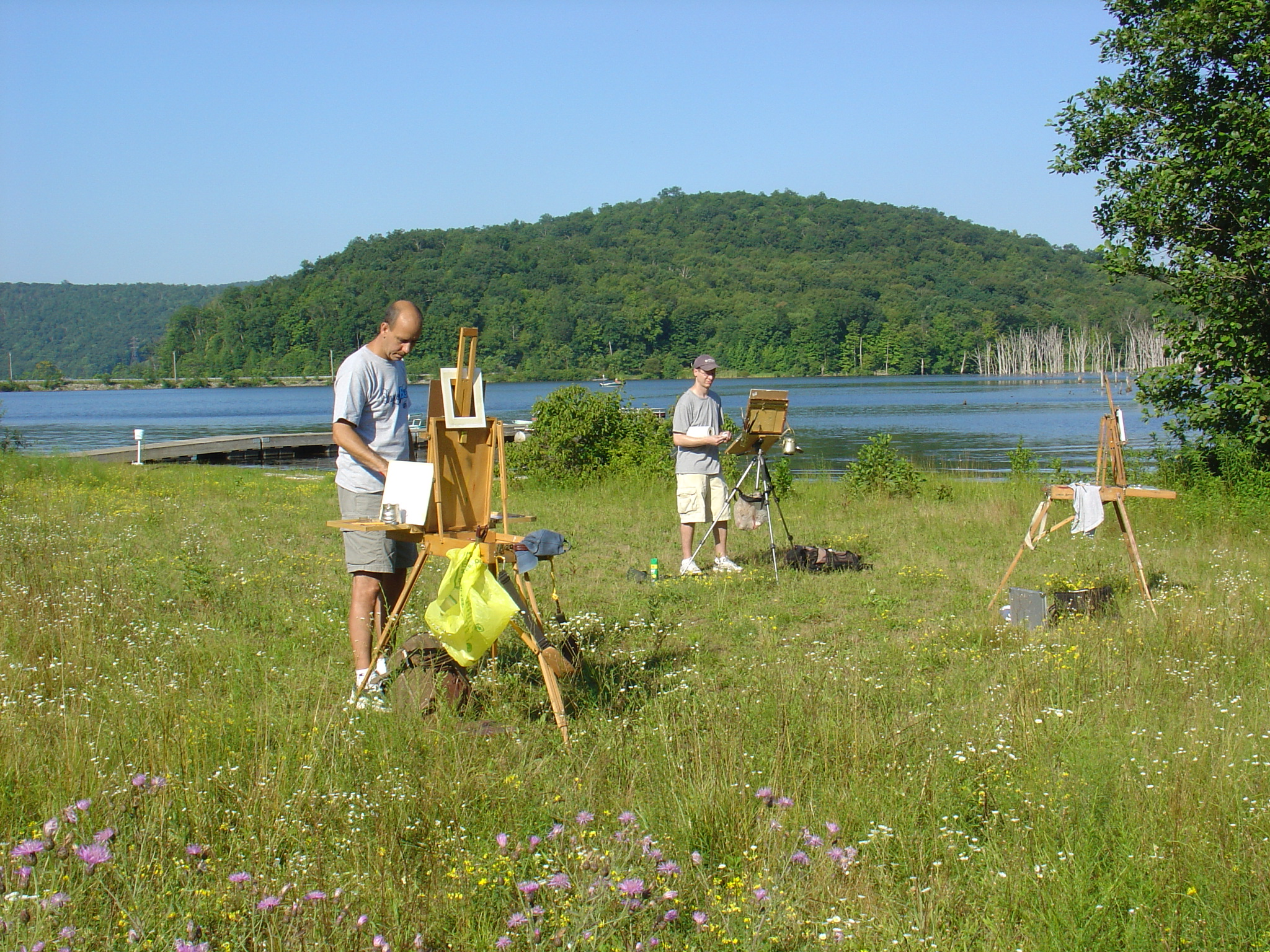
رسامونفي الهواء الطلقيرسمون في رينجوود، نيوجيرسي. يستخدم الفنان الفرنسي الشهير على يسار الصورة، وصندوق بوشادي على اللغة الإنجليزية.
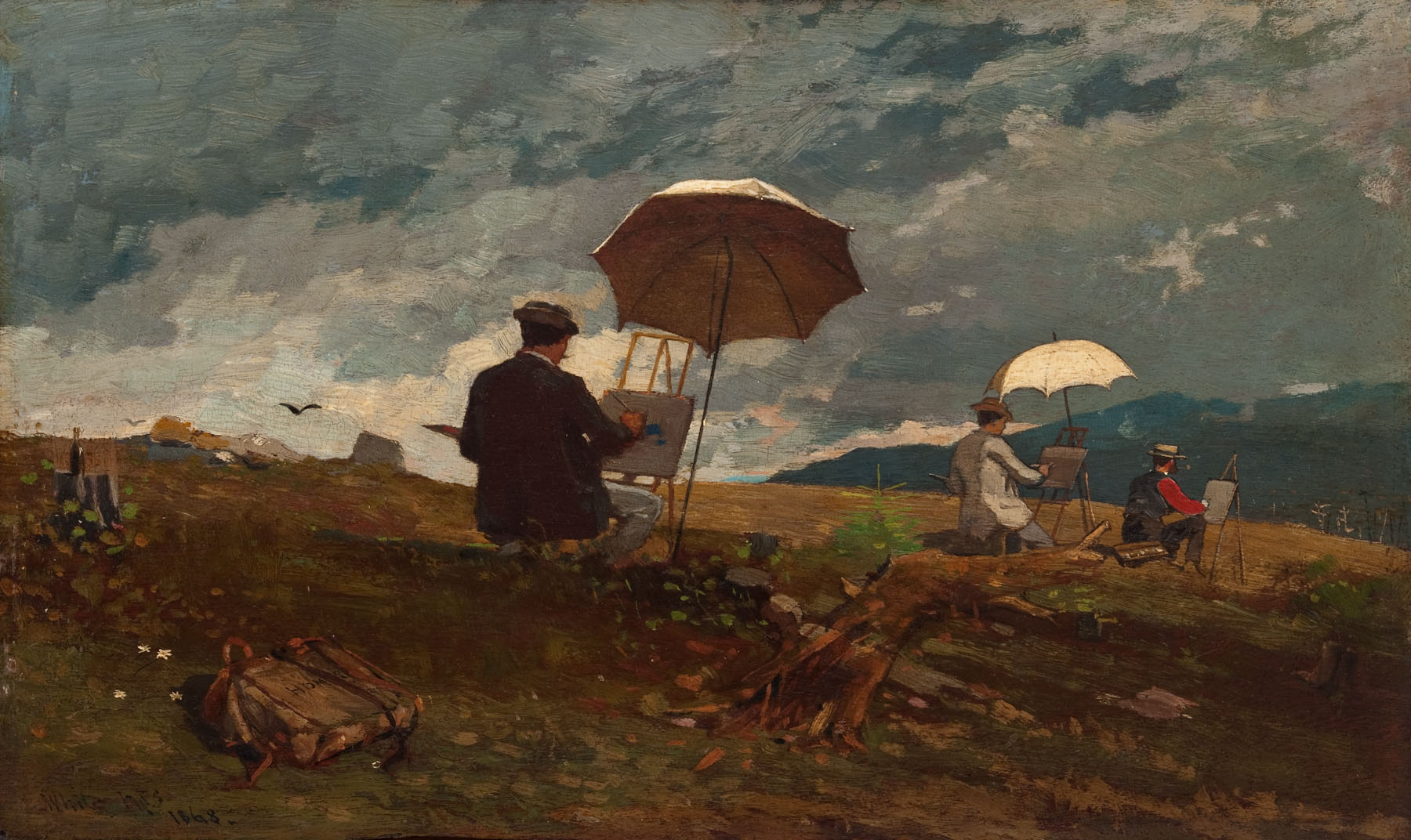
وينسلو هومر، فنانون يرسمون في الجبال البيضاء، 1868، زيت على لوح، 24.1 × 40.3 سم،متحف بورتلاند للفنون
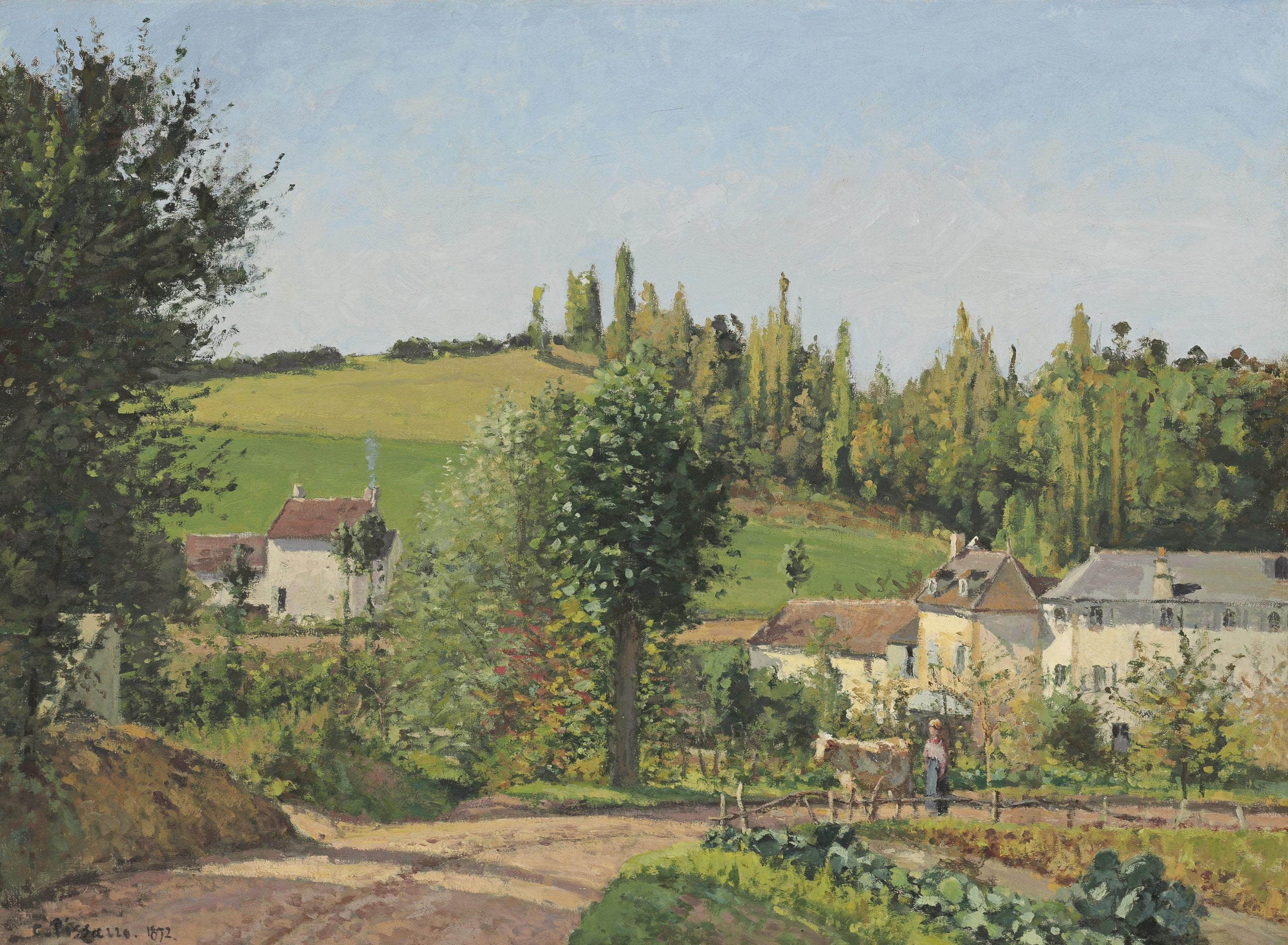
كاميل بيسارو، 1872،زيت على قماش، 54 × 74 سم، مجموعة خاصة
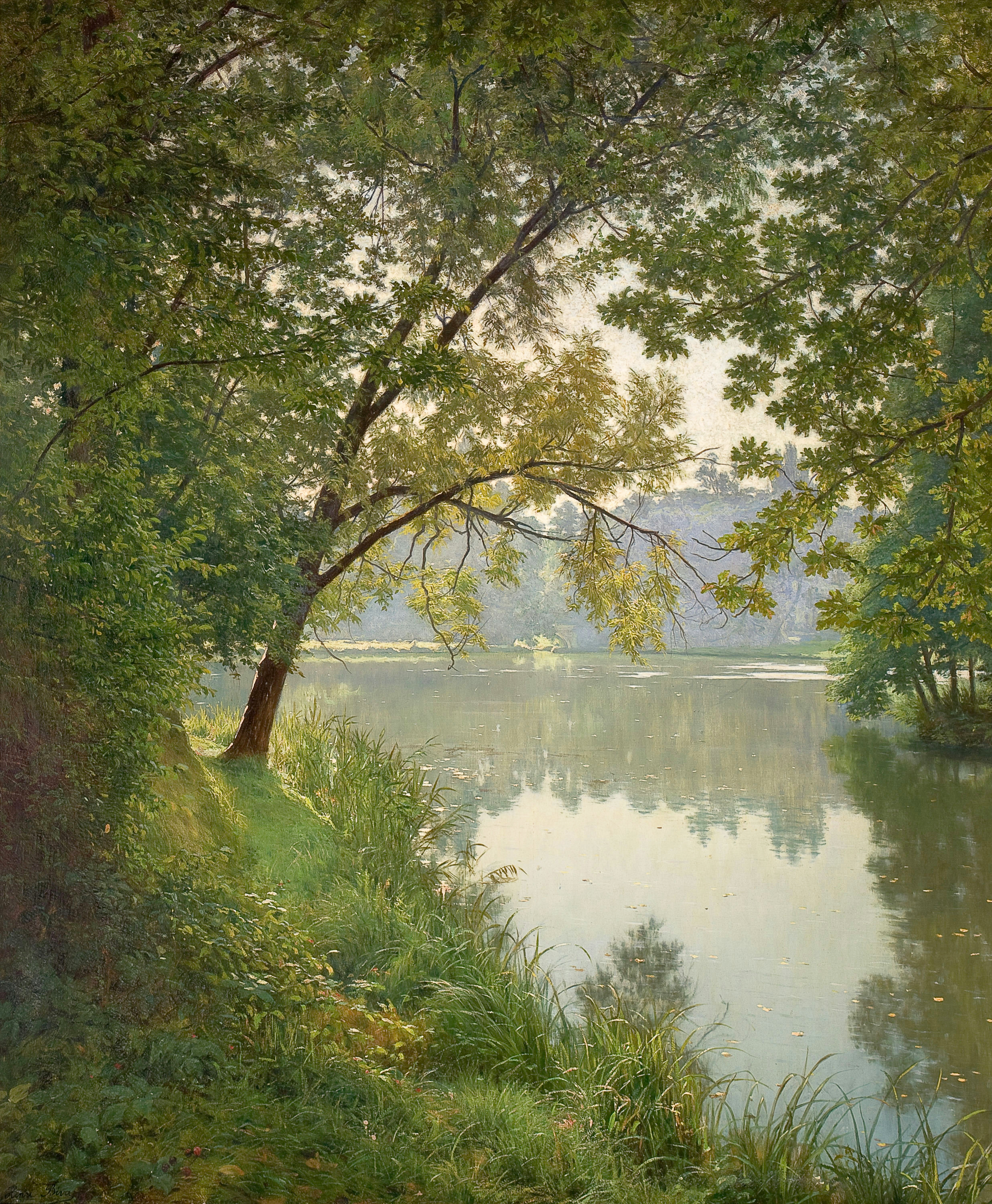
هنري بيفا، حوالي 1905–06،ماتين في فيلنوف (من حافة المياه)، زيت على قماش، 151.1 × 125.1 سم
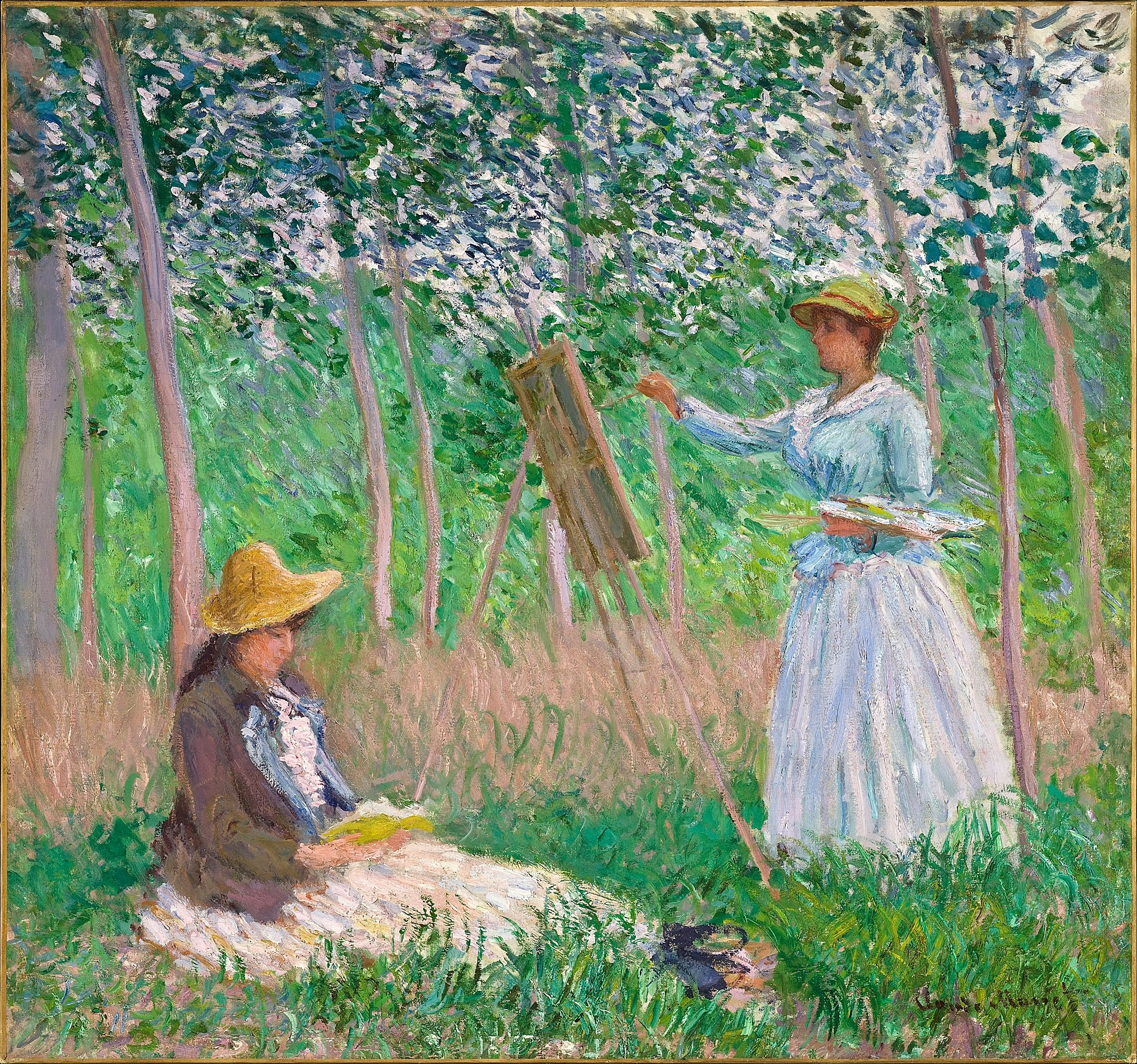
كلود مونيه، 1887،في الغابة في جيفرني،بلانش هوشيديه مونيهفي حاملها مع القراءةسوزان هوشيديه، زيت على قماش، 91.4 × 97.7 سم، متحف مقاطعة لوس أنجلوس للفنون
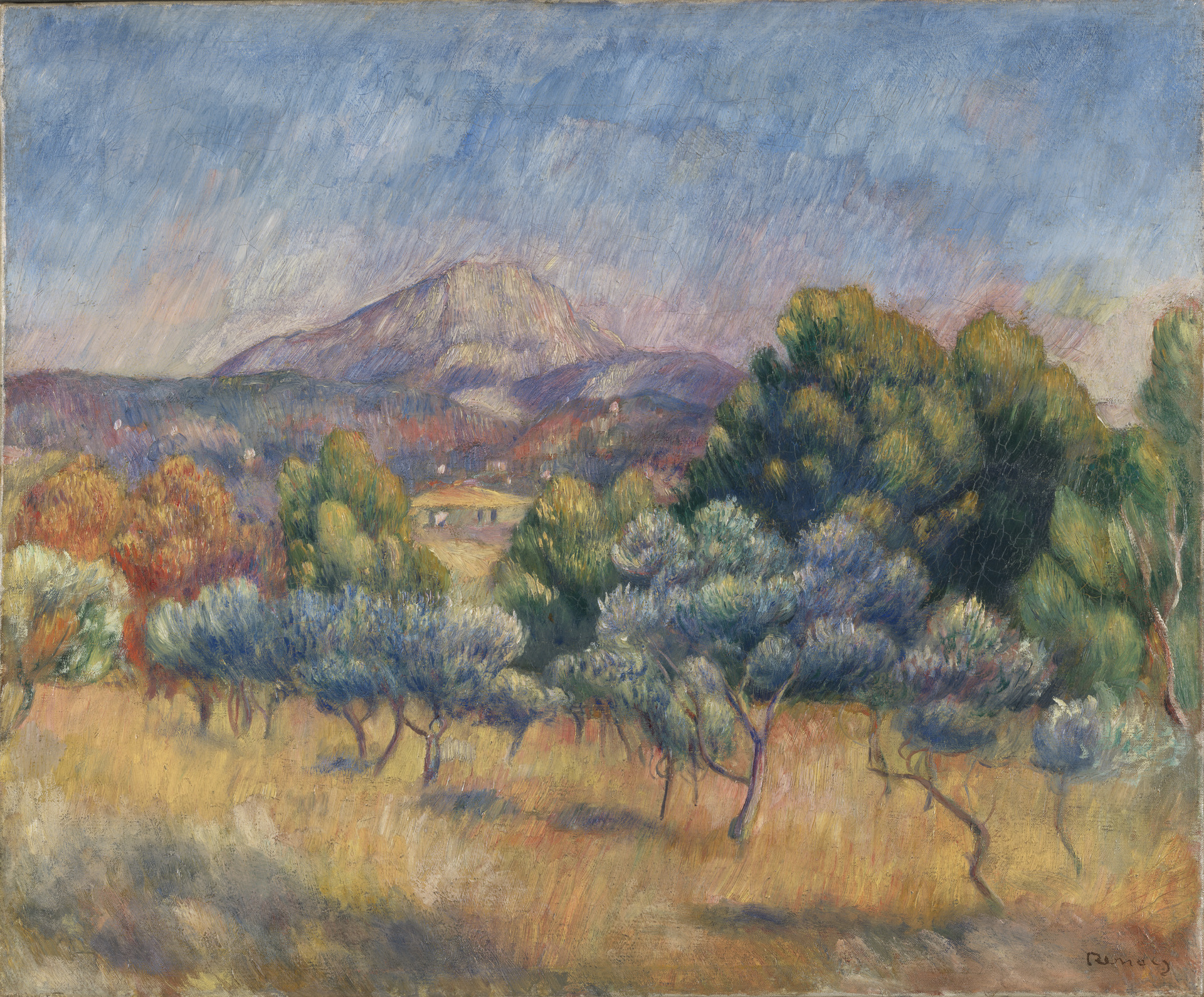
بيير أوغست رينوار، حوالي 1888-89 سانت جبل فيكتوار، زيت على قماش، 53 × 64.1 سم، معرض الفنون في ييل
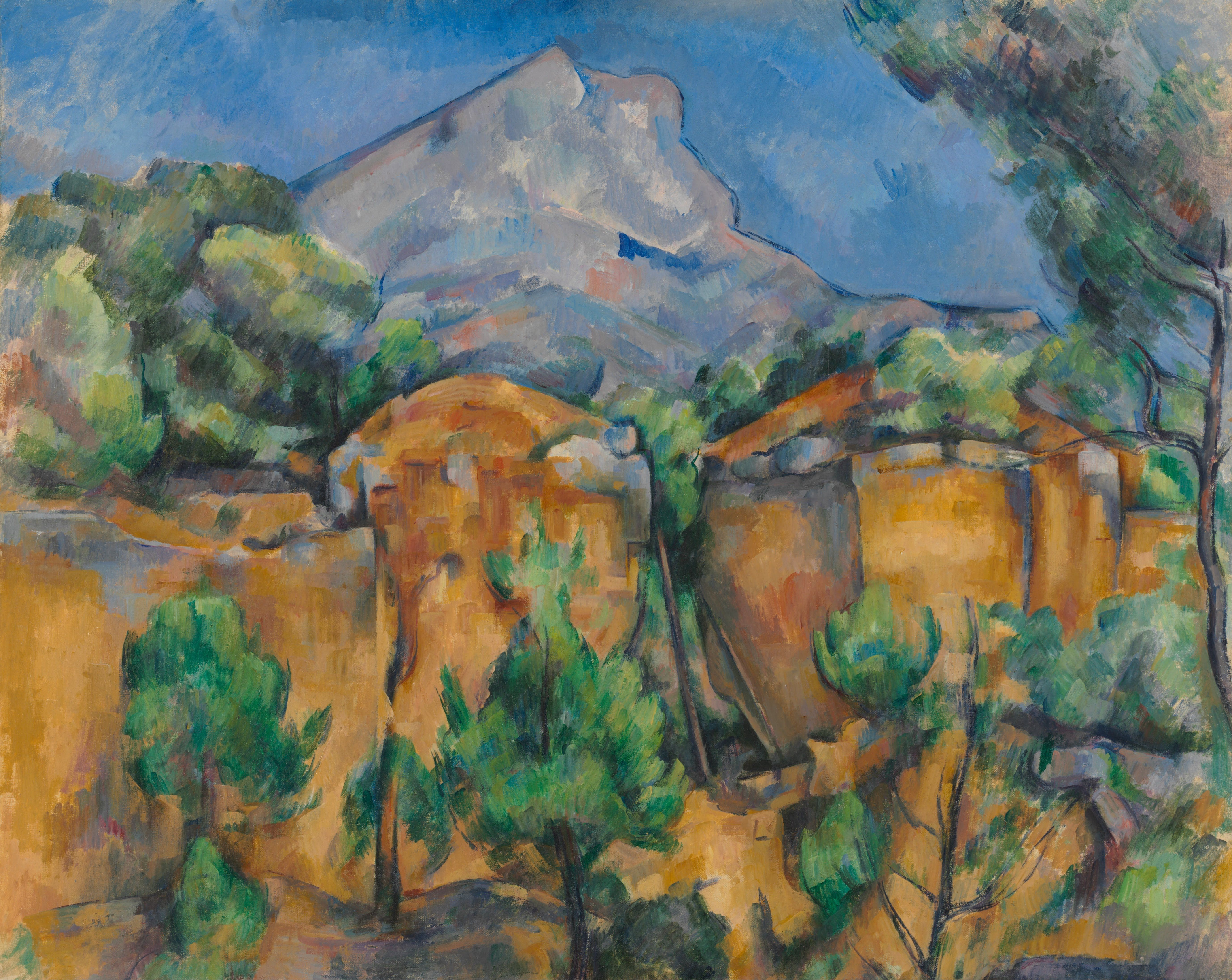
بول سيزان، ج.1897،La Montagne) Sainte-Victoire vue de la carrière Bibémus)، زيت على قماش، 65.1 × 81.3 سم،متحف بالتيمور للفنون
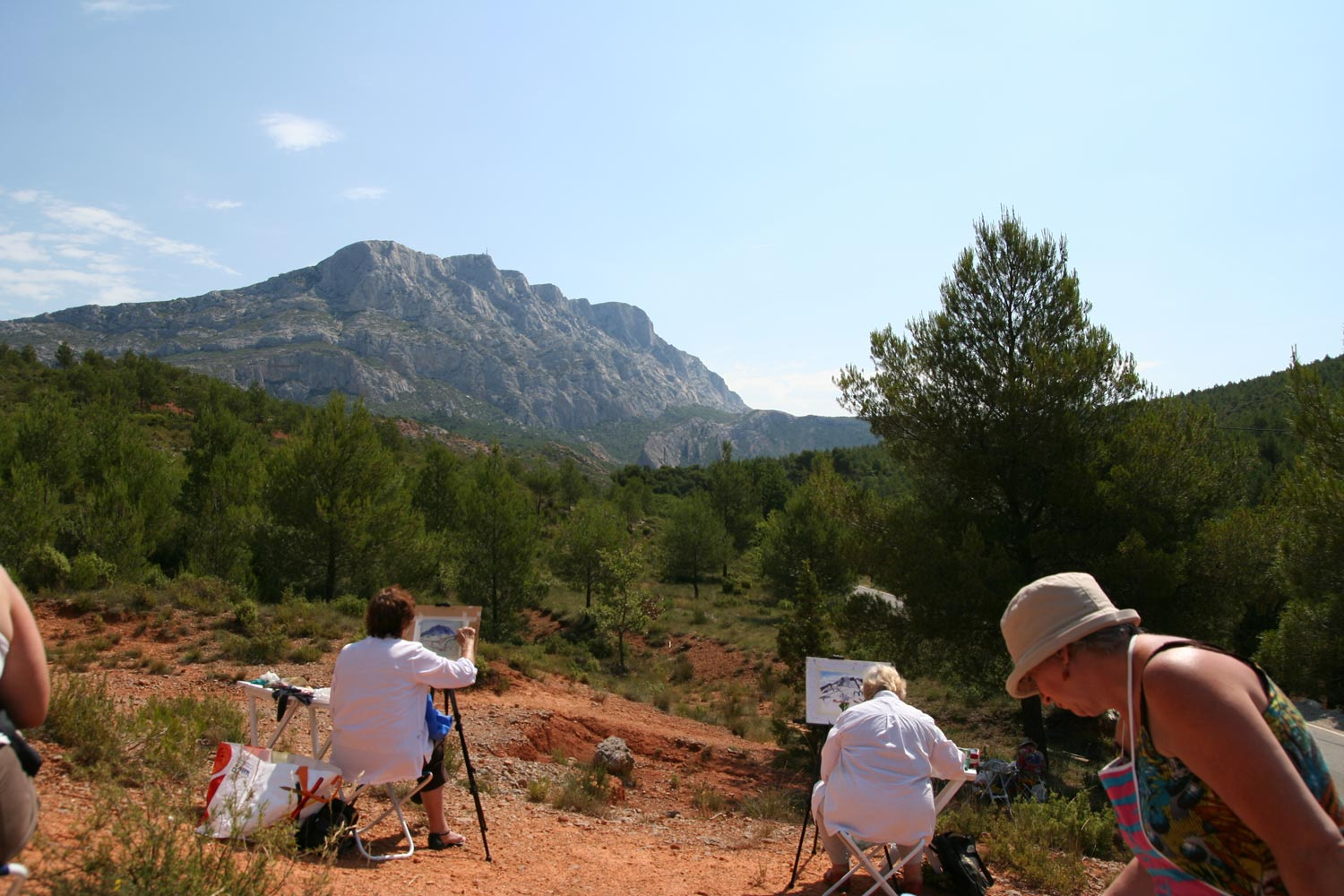
رسم جبل سيزان سانت فيكتوار مع المشي في الفنون

## أنظر أيضا
- مستعمرات فنية
- مدرسة هايدلبرج
- رسامي المناطق الحضرية